# Space opera

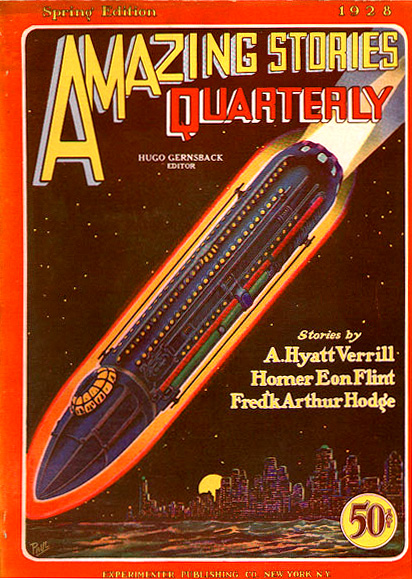
Una portada de la revista de ciencia ficción Amazing Stories (1928).

Una space opera (traducido ocasionalmente por diferentes fuentes como aventura espacial, épica espacial, epopeya espacial, novela espacial, ópera espacial y opereta espacial) es un subgénero de la ciencia ficción donde se relatan historias acerca de aventuras tratadas de forma futurista, tecnológica y en ocasiones romántica y que en la mayor parte de los casos tienen lugar en el espacio. Se puede considerar la space opera como la continuación natural de las novelas de aventuras sobre escenarios propios de la ciencia ficción. Los personajes suelen pertenecer al arquetipo héroe-villano, y los argumentos típicos tratan sobre viajes estelares, batallas, imperios galácticos, con ambientes exhibiendo vistosos logros tecnológicos.
En la space opera se hace hincapié en la guerra espacial de ciencia ficción, con el uso de aventuras espaciales melodramáticas y arriesgadas y romance caballeresco. Ambientadas en su mayor parte o en su totalidad en el espacio exterior, muestran avances tecnológicos y sociales (o la falta de ellos) con viajes más rápidos que la luz, armas futuristas y tecnología sofisticada, en un trasfondo de imperios galácticos y guerras interestelares con alienígenas ficticios, a menudo en galaxias ficticias. El término no tiene relación con la música de ópera, sino que es un juego de palabras con los términos en inglés soap opera, una telenovela melodramática, y horse opera ("ópera de caballos"), que se acuñó en la década de 1930 para referirse a películas de vaqueros cliché y predecibles. Las óperas espaciales surgieron en los años 30 y siguen produciéndose en la literatura, el cine, los cómics, la televisión y los videojuegos.
Una de las primeras películas basadas en tiras cómicas de space opera fue Flash Gordon (1936), creada por Alex Raymond.Perry Rhodan (1961-) es la serie de libros de space opera de mayor éxito jamás escrita. Las películas de Star Wars (1977-), de George Lucas, y la serie de televisión Star Trek (1966-), de Gene Roddenberry, atrajeron una gran atención hacia el subgénero. Tras la "nueva ola" que rompió las convenciones, seguida del enorme éxito de las franquicias, la space opera volvió a ser un subgénero aceptado por la crítica. Entre 1982 y 2002, el Premio Hugo a la Mejor Novela se concedió a menudo a candidatos de space opera.

## Historia

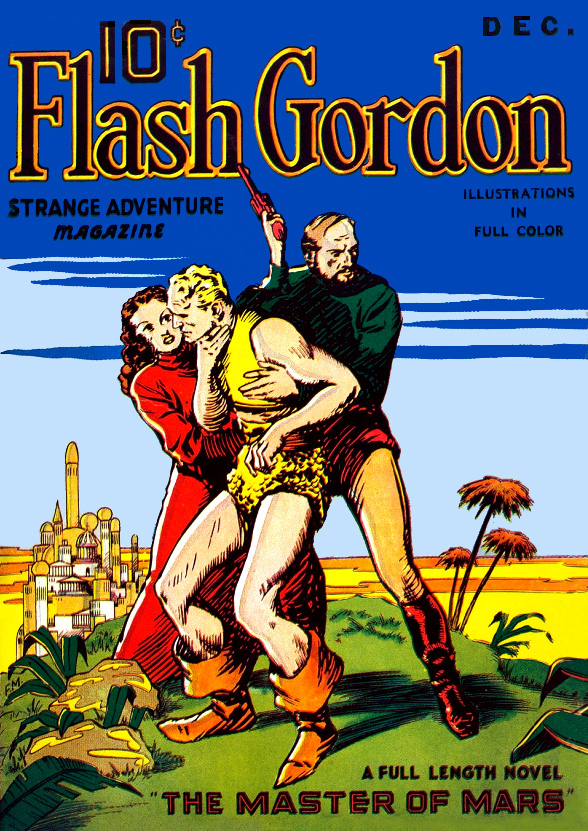
Portada de la historieta de Flash Gordon, considerado una de las animaciones pioneras de la space opera y la ciencia ficción en general.

El escritor Wilson Tucker utilizó por primera vez el término space opera de forma peyorativa en 1941 para referirse a lo que él percibía como vicios y clichés de la ciencia ficción de su tiempo, haciendo alusión al género de las soap operas, programas de radio dramatizados populares en Estados Unidos en aquel momento. Estas mismas se llamaban así en relación con las marcas de jabón (soap en inglés) que solían patrocinarlas, y a las horse operas, como se había empezado a denominar a los western. De hecho algunos críticos y fanáticos han hecho notar que muchas tramas utilizadas en space operas son una traducción directa de las historias del oeste al contexto del espacio exterior, como parodiaba la famosa portada trasera del primer número de Galaxy Science Fiction. Antes de que este término se popularizara, las historias publicadas en revistas de ciencia ficción a finales de los años 20 y principios de los 30 a menudo se denominaban super-science epics («súper-ciencia épica»).
Como hacen notar David G. Hartwell y Kathryn Cramer en su antología de space operas The Space Opera Renaissance (2006), no hay consenso sobre lo que es la space opera, qué autores son un mejor ejemplo de ella o incluso qué trabajos quedarían englobados en ella. Más aún, los autores resaltan que la space opera ha tenido diferentes claves y definiciones a lo largo de su historia, que se han visto afectadas por la política literaria del momento. Lo que ahora se conoce como space opera es lo que solía ser llamado fantasía científica, mientras que aquello a lo que originalmente se conocía con el término ha dejado de existir.
En su forma más familiar, el género es un producto de las revistas pulp de los años 1920-1940. La ciencia ficción en general tomó del género pulp y de aventuras, el western e historias en emplazamientos exóticos como Oriente o África, y la space opera no es una excepción. Existen numerosos paralelismos entre las naves tradicionales y las espaciales, entre los exploradores de la época colonialista y los exploradores del espacio, entre los piratas marítimos y los piratas espaciales, etc. La space opera clásica es una transposición de los viejos temas de los libros de vaqueros, o westerns a la ciencia ficción, reemplazando el revólver Colt por la pistola láser, el caballo por la nave espacial, la fiebre del oro por los mineros de los asteroides, etcétera. El mayor auge del subgénero se dio durante la edad de oro de la ciencia ficción, en la década de 1940. En cierto modo, fue la space opera la que le dio mala fama a la ciencia ficción, debido a que la mayor parte de sus exponentes tenía una baja calidad literaria. 
Una novela muy temprana de protociencia ficción podría ser también considerada la primera space opera. Se trata de Edison's Conquest of Mars de Garrett P. Serviss, publicada en 1898, que aunque precede el término space opera contiene todos los clichés que caracterizan al género: naves espaciales, viaje a otros planetas, coches voladores, batallas contra malvados alienígenas, armas militares de gran potencia destructiva, doncellas en apuros, e incluso una primera aparición del rayo desintegrador. 
El prototipo de space opera pulp es la novela de E. E. Smith The Skylark of Space (publicada por primera vez en Amazing Stories en 1928), en la que un científico construye una nave espacial y viaja con una compañera femenina en busca de civilizaciones alienígenas y a luchar contra un poderoso archienemigo. La serie más tardía de Smith, Lensman, y el trabajo de Edmond Hamilton y Jack Williamson en los 1930 y 1940 fueron muy populares entre los lectores y muy imitados por otros escritores. Fueron estos imitadores los que inspiraron a Tucker y otros fanes a usar la etiqueta para denominar a esta producción. 
La space opera entró en decadencia después de que la ciencia ficción abandonara la fijación en la aventura y en la tecnología para adentrarse en el estudio de las sociedades futuras, a partir de la nueva ola, en la década de 1960. Con el tiempo, el análisis de los mejores ejemplos del género ha llevado a una revaluación del término y a una resurrección de la space opera. Escritores como Poul Anderson y Gordon R. Dickson han mantenido el género de aventura espacial de grandes dimensiones vivo durante los 50, seguidos por -entre otros muchos - M. John Harrison y C. J. Cherryh en los 70 y Iain M. Banks, Lois McMaster Bujold, y Paul J. McAuley en los 80. Pasada la borrachera de la nueva ola, la literatura de ciencia ficción comenzó a regresar a los viejos temas (salvo por el cyberpunk), aunque con una mirada más madura. Con el tiempo el término space opera ha dejado de tener esa connotación negativa para pasar a definir un tipo de novela concreto, aunque el subgénero sigue siendo percibido como un estereotipo de la ciencia ficción.
En el terreno cinematográfico, el final de la edad dorada de la space opera lo marcó la película 2001: Una odisea del espacio, mientras que Star Wars hizo volver con gloria y majestad al género, que desde entonces sigue teniendo éxitos.
Series de ciencia ficción de gran popularidad como Star Trek, Babylon 5, Lexx y Stargate son en general clasificadas como space operas siendo la exploración espacial, las guerras entre imperios galácticos y las aventuras a raíz del contacto entre civilizaciones el tema central.

## Contraste y comparaciones
Algunos críticos distinguen y diferencian a los géneros de la space opera y el romance planetario. Pues si bien ambos presentan aventuras en escenarios exóticos fueran del ámbito terrestre y con ambientaciones futuristas, la space opera enfatiza los viajes espaciales, mientras que los romances planetarios se enfocan en mundos alienígenas. Desde este punto de vista, las historias marcianas, venusianas y lunares del autor Edgar Rice Burroughs serían romances planetarios (y entre las más tempranas), al igual que las historias de Leigh Brackett, de Eric John Stark, influenciadas por el propio Burroughs.
La space opera se puede contrastar con la "ciencia ficción dura", en la que el énfasis está en los efectos del progreso tecnológico y las invenciones, y donde los escenarios se elaboran cuidadosamente para obedecer las leyes de la física, la cosmología, las matemáticas y la biología. Se ven ejemplos en las obras de Alastair Reynolds o en la película The Last Starfighter. En otras ocasiones, la space opera puede coincidir con la ciencia ficción dura y diferir de la ciencia ficción blanda al centrarse en cambio en la precisión científica como en The Risen Empire de Scott Westerfeld. Otras obras de space opera pueden definirse como un equilibrio entre ambas o simultáneamente ciencia ficción dura y blanda como Dune. la serie de precuelas de Kevin J. Anderson y Brian Herbert o la serie Star Wars creada por George Lucas.
Varios subconjuntos de la space opera se superponen con la ciencia ficción militar, concentrándose en las  batallas espaciales a gran escala con armas, vehículos y trajes futuristas. En tales historias, el tono militar y la tecnología de los sistemas de armas pueden tomarse muy en serio. En un extremo, el género se usa para especular sobre guerras futuras que involucren viajes espaciales, o los efectos de tal guerra en los humanos; en el otro, consiste en el uso de tramas de ficción militar con atavíos superficiales de ciencia ficción. El término "space opera militar" se utiliza de vez en cuando para denotar este subgénero, como se usa, por ejemplo, por el crítico Sylvia Kelso al describir a Lois McMaster Bujold en la Saga Vorkosigan.
El space western (también llamado "Viejo oeste espacial") también puede enfatizar la exploración espacial como "la última frontera". Estos temas occidentales pueden ser explícitos, como los vaqueros en el espacio exterior, o pueden tener una influencia más sutil en la space opera. Gene Roddenberry describió Star Trek: The Original Series como un western espacial (o más poéticamente, como "Wagon Train to the stars"). Firefly y su secuela cinematográfica Serenity literalizaron los aspectos occidentales del género popularizado por Star Trek el cual: utilizó pueblos fronterizos, caballos y el estilo de los clásicos Westerns de John Ford. Los mundos que han sido terraformados pueden describirse como lugares que presentan desafíos similares a los de un asentamiento fronterizo en una película clásica de vaqueros. Las pistolas o los cañones de mano de seis balas y los caballos pueden ser reemplazados por pistolas de rayos y los cohetes o propulsores.

## Características

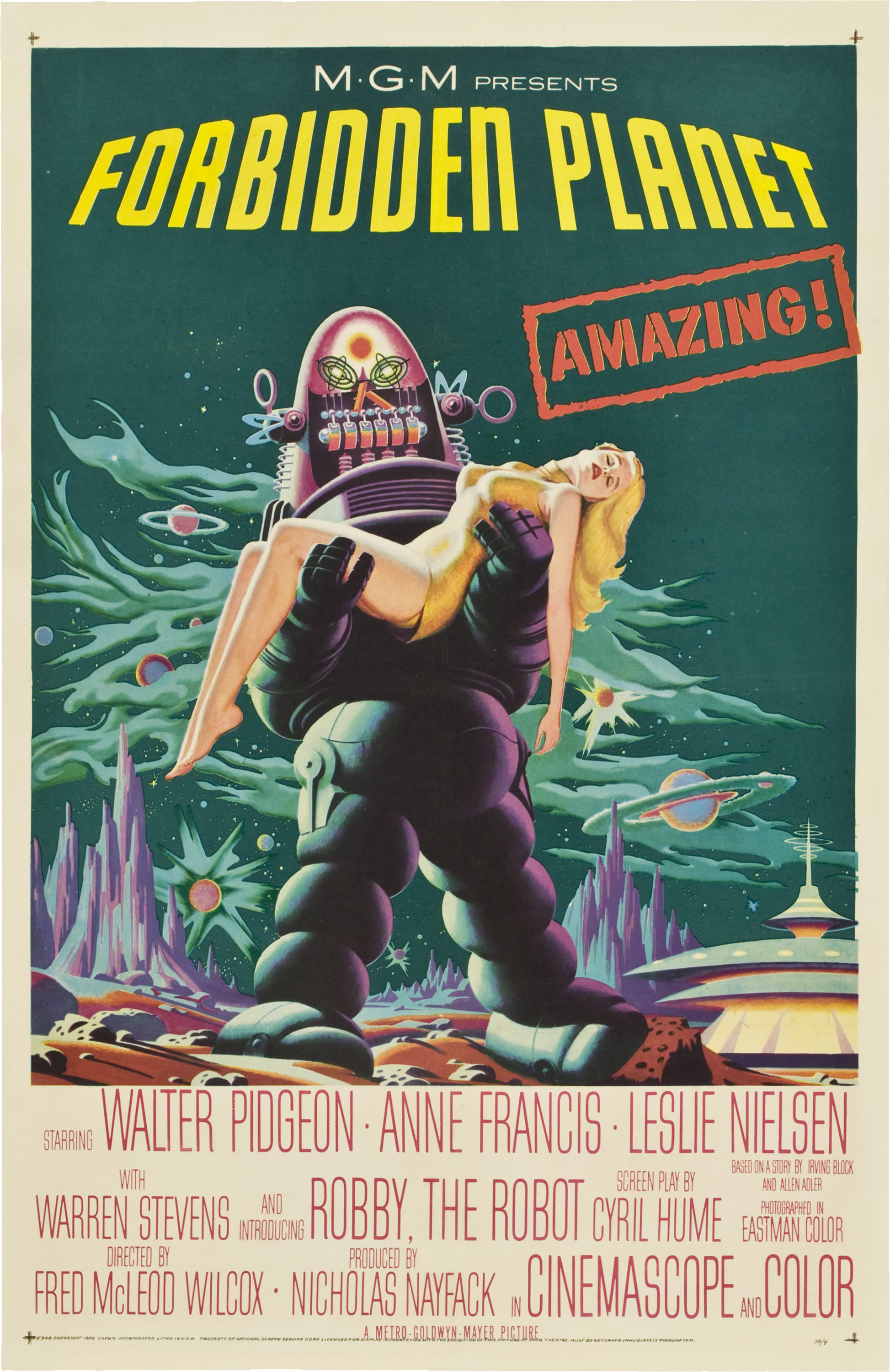
Cartel publicitario del largometraje Forbidden Planet (1956), película que marcó una influencia muy destacada en el género de la ciencia ficción.

Las historias de la space opera tienen la característica común de desarrollarse a escala interplanetaria (frecuente en las primeras historias de la ciencia ficción), interestelar (la mayoría de las veces), intergaláctica o incluso a escala universal, lo que magnifica las cuestiones de los temas abordados por las Historias de ciencia ficción como lo son: el futuro de la especie humana, encuentros con especies extraterrestres, cuestiones políticas (conflictos entre entidades a escala galáctica), o la ecología (visto en Dune). Los otros efectos de la space opera son que los personajes pueden aparecer por comparación incluso menor, que son posibles nuevas exploraciones, ya sea en territorios explorables o en descubrimientos de sociedades hasta ahora autosuficientes.
Una space opera generalmente tiene lugar en el espacio o en uno (o más) planetas distantes. El realismo de la historia varía considerablemente de una obra a otra; A menudo, en el cine o en la televisión, para aumentar la intensidad dramática o en aras de la economía, se abusa de las leyes de la física espacial de diversas maneras: las personas y los objetos se mueven en un recipiente con ingravidez (y sin gravedad artificial) como si estuvieran en la Tierra, sonido de propulsores de naves espaciales y explosiones audibles en el espacio en Star Wars por ejemplo, donde también vemos otras improbabilidades, casi la mayoría de los planetas son habitables por el hombre, entre sistemas planetarios tan distantes.
Por el contrario, algunos autores se esfuerzan por hacer más creíbles sus historias integrando elementos científicamente probados, o anticipando el uso de tecnologías que son objeto de debate o especulación en los círculos científicos como: La Esfera de Dyson, la teletransportación (reuniendo dos puntos en el espacio más rápido que la luz podría), del fenómeno de los agujeros de gusano o incluso en el marco de la teoría del espacio y el tiempo del físico alemán Burkhard Heim que predice la posibilidad de convertir la energía electromagnética en energía gravitacional.
A veces incluso nos encontramos en una space opera con tecnologías emergentes, que razonablemente podemos estimar que están llamadas a desarrollarse y convertirse en algo común como se vio en la serie original de Star Trek (también llamado Viaje a las estrellas) que visionó las puertas automáticas, la tecnología láser o los teléfonos de mano (otros ejemplos pueden incluir las múltiples aplicaciones de las nanotecnologías comúnmente utilizadas por los personajes de la novela El amanecer nocturno).

## Sagas y franquicias despace opera

### Literatura

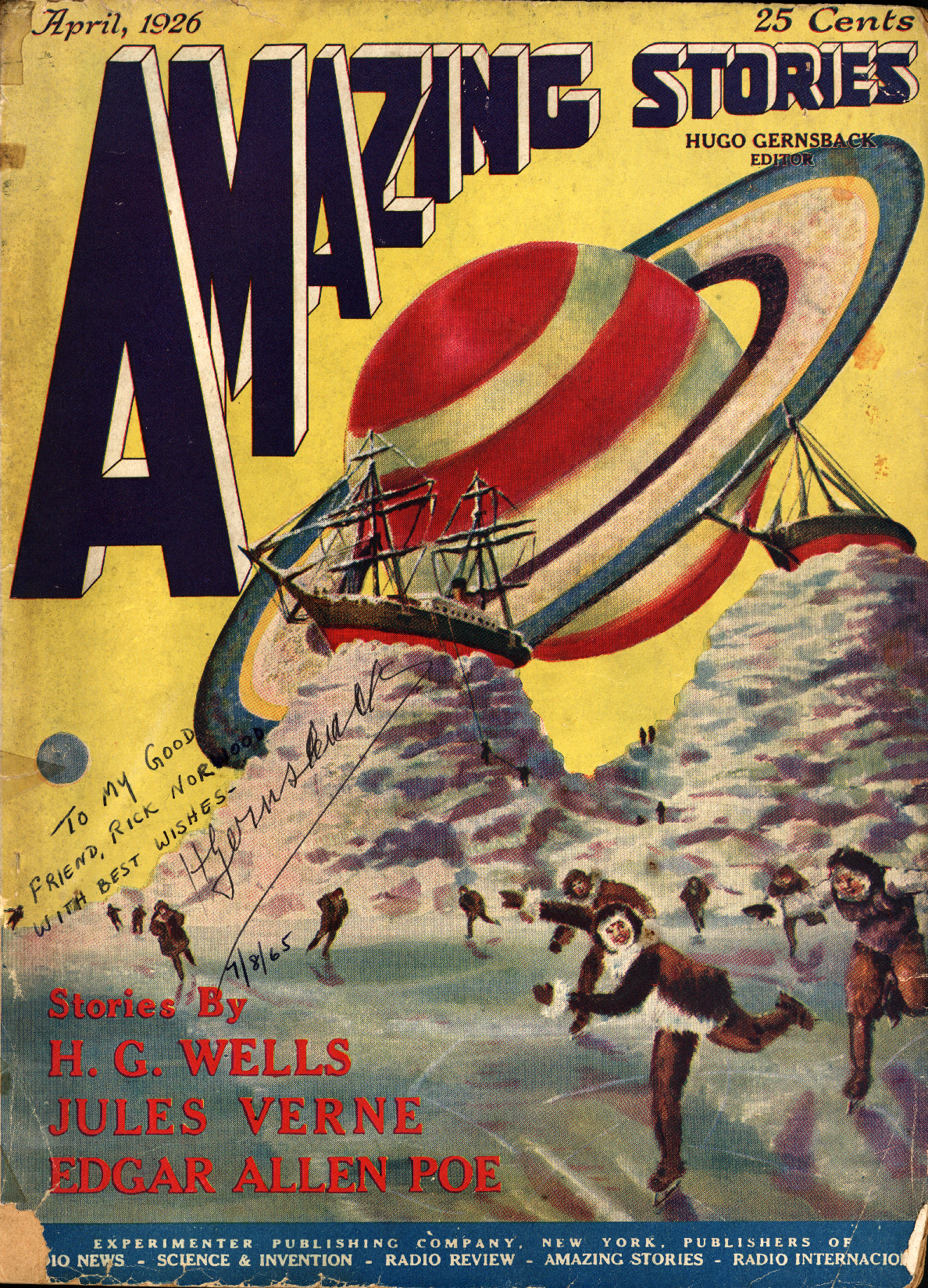
La revista de ciencia ficción Amazing Stories es una de las representaciones más destacadas de la space opera en el arte gráfico.

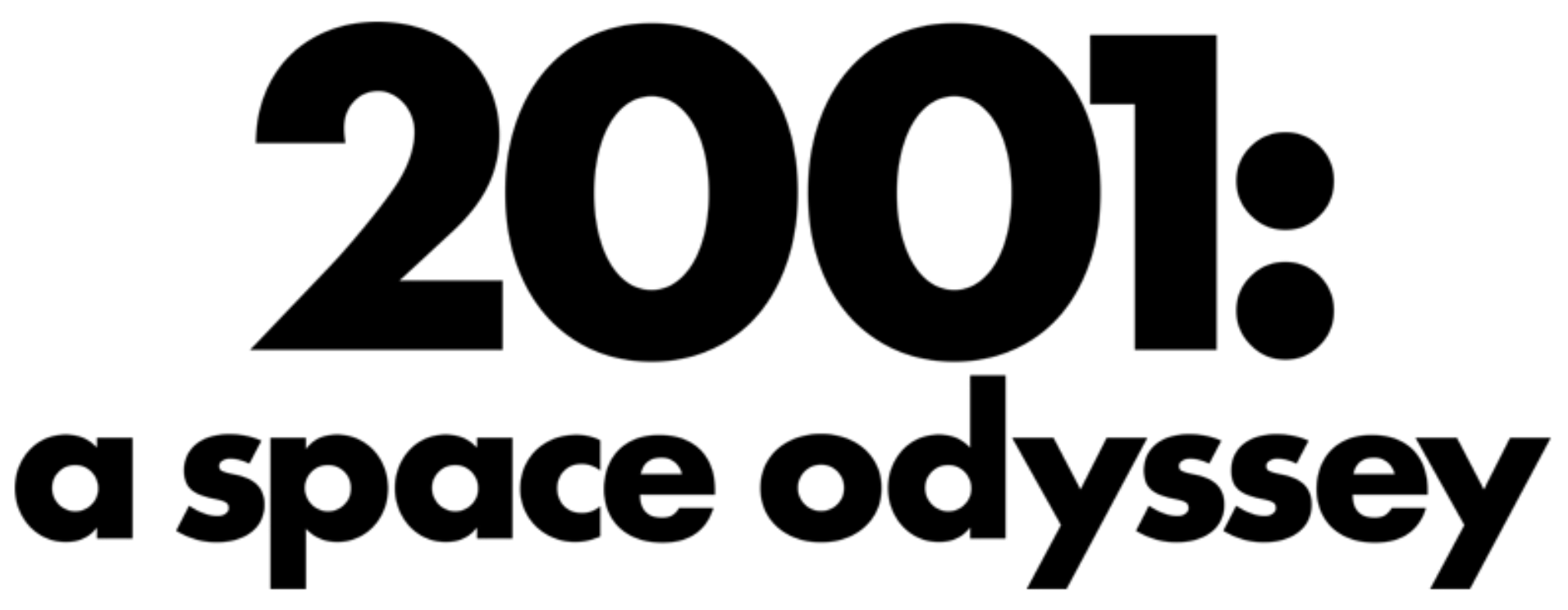
2001: A Space Odyssey (1968) es una de las máximas representaciones de la space opera y su éxito llevó a la popularización del subgénero en todo tipo de medios audiovisuales.

- El amanecer nocturno de Peter F. Hamilton
- Bloody Marie de Jacques Martel
- Los cantos de Hyperion de Dan Simmons
- Le Chant du cosmos de Roland C. Wagner
- Saga de Chanur: 5 novelas de C. J. Cherryh
- Destination Univers, antología francófona de Jean-Claude Dunyach y Jeanne-A Debats
- La Fraternité du Panca de Pierre Bordage
- Universo de la Commonwealth: 6 novelas de Peter F. Hamilton
- Étoiles mourantes de Ayerdhal y de Jean-Claude Dunyach
- Serie Queng Ho: 3 novelas de Vernor Vinge
- Demon Princes de Jack Vance
- Guía del autoestopista galáctico (serie) de Douglas Adams
- Quest (novela) de Andreas Eschbach
- Serie La Legión del espacio: 5 novelas de Jack Williamson
- Serie Starwolf: 3 novelas de Edmond Hamilton
- The Engines of God de Jack McDevitt
- La Mécanique du talion de Laurent Genefort
- Dentro del Leviatan (Novela rusa) de Richard Paul Russo
- Noô de Stefan Wul
- Omale de Laurent Genefort
- L'Orphelin de Perdide (Novela Francesa) de Stefan Wul
- La paja en el ojo de Dios de Larry Niven y Jerry Pournelle
- Santiago y Ivoire de Mike Resnick
- Suprématie de Laurent McAllister
- La serie The Expanse de James S. A. Corey.
- Warchild de Karin Lowachee
- El ciclo de La Cultura de Iain M. Banks
- La Saga de Ender de Orson Scott Card
- La Serie de la Fundación de Isaac Asimov
- El ciclo de la Ligue Polesotechnique de Poul Anderson (Le Monde de Satan)
- El ciclo du Fulgur de E. E. « Doc » Smith
- El ciclo de Dune de Frank Herbert
- El ciclo de Inhibiteurs de Alastair Reynolds
- El ciclo de la probabilité de Nancy Kress
- El Old Man's War de John Scalzi
- La Saga de l'Empire skolien de Catherine Asaro
- La Serie de Miles Vorkosigan de Lois McMaster Bujold
- La saga de Gurvan de Paul-Jean Hérault
- La saga de Cal de Ter de Paul-Jean Hérault
- La saga Odisea espacial de Arthur C. Clarke
- La Saga de sept soleils de Kevin J. Anderson
- La Trilogia de guerriers du silence de Pierre Bordage
- La Trilogia du Melkine de Olivier Paquet
- La série allemande de Perry Rhodan
- Space Opera de Jack Vance
- La série de Honor Harrington de David Weber
- Succession de Scott Westerfeld
- Traquemort de Simon R. Green
- La trilogía de Liu Cixin
- Battletech, con  más de 100 novelas de distintos autores. También podría incluirse en las categorías "Dibujos animados y series animadas" con una serie de animación y "Videojuegos", con las sagas "Mechwarrior", "Mechcomander" y "Mechassault".

### Series de cine y televisión

Star Trek es ampliamente considerado una de las space operas más antiguas y abundantes de la ciencia ficción en la televisión.

Star Wars, también llamado La guerra de las galaxias, es uno de los universos más destacados de la space opera y de la ciencia ficción en el cine.

Alien: el octavo pasajero (1979) y Aliens (1986) fueron pioneras en representar temas de la space opera desde una perspectiva terrorífica.

- 2001: A Space Odyssey de Stanley Kubrick
- Alien: el octavo pasajero de Ridley Scott
- Aliens de James Cameron
- Andromeda de Gene Roddenberry
- Babylon 5 de Joe Michael Straczynski
- San Ku Kaï de Shōtarō Ishinomori
- Caprica de Remi Aubuchon y Ronald D. Moore
- The Chronicles of Riddick de David Twohy
- El quinto elemento de Luc Besson
- Cosmos 1999 de Gerry Anderson y Sylvia Anderson
- Doctor Who de Sydney Newman, Russell T Davies en 2005, Steven Moffat en 2010 y Chris Chibnall después de 2018.
- Farscape de Rockne S. O'Bannon
- Firefly de Joss Whedon
- Galactica de  Glen A. Larson y Battlestar Galactica de Ronald D. Moore
- Gravity de Alfonso Cuarón
- Interstellar de Christopher Nolan
- John Carter de Andrew Stanton
- Naves misteriosas de Douglas Trumbull
- Los amos del tiempo de René Laloux
- Passengers de Morten Tyldum
- Solaris de Andréi Tarkovski
- Space: Above and Beyond de Glen Morgan y James Wong
- Asesinos cibernéticos de Christian Duguay
- Serenity de Joss Whedon
- Star Trek de Gene Roddenberry
- Stargate de Roland Emmerich
- Stargate SG-1, Stargate Atlantis y Stargate Universe de Robert C. Cooper y Brad Wright
- Star Wars de George Lucas
- Terror en el espacio de Mario Bava
- The Expanse de Mark Fergus y Hawk Ostby
- El juego de Ender (película) de Gavin Hood
- Guardianes de la Galaxia de James Gunn
- Nightflyers de George R. R. Martin
- Valerian y la ciudad de los mil planetas de Luc Besson
- Dark Matter (serie de televisión) de Joseph Mallozzi y Paul Mullie
- Killjoys de Michelle Lovretta
- Leyendas del mañana (2016-presente)
- The Orville (2017-presente) de Seth MacFarlane
- Final Space (2018-presente) de Olan Rogers

### Películas y series animadas

Los Supersónicos (1962) fue pionera por combinar temáticas de la space opera con la vida cuotidiana.

WALL·E (2008) fue pionera en representar temáticas de la space opera en un futuro postapocalíptico mediante la animación digital.

- Capitán Harlock y Arcadia of My Youth: Endless Orbit SSX de Leiji Matsumoto
- Battle of the Planets (serie japonesa)
- Capitan Futuro
- Cobra
- Cowboy Bebop de Shin'ichirō Watanabe
- Darling in the Franxx de Atsushi Nishigori
- Duck Dodgers de Chuck Jones
- Edens Zero de Hiro Mashima
- Galaxy Express 999
- Gunbuster de Hideaki Anno y Diebuster de Kazuya Tsurumaki
- Heroic Age
- Érase una vez... el espacio
- Kanata no Astra de Kenta Shinohara
- Legend of the Galactic Heroes (título original: Ginga Eiyū Densetsu)
- Los Supersónicos y el Fantasma del Espacio de Hanna-Barbera
- Mezametara Saikyō Sōbi to Uchūsen Mochi Datta no de, Ikkodate Mezashite Yōhei Toshite Jiyū ni Ikitai de Ryūto
- Mobile Suit Gundam de Yoshiyuki Tomino
- Macross de Shōji Kawamori
- Ore wa Seikan Kokka no Akutoku Ryōshu! de Yomu Mishima
- Space Battleship Yamato de Leiji Matsumoto
- Space Dandy
- Tengen Toppa Gurren-Lagann de Hiroyuki Imaishi
- Titan A.E. de Don Bluth y Gary Goldman
- Ulises 31
- WALL·E  de Andrew Stanton

### Historietas y cómics
- Albator de Leiji Matsumoto
- Adam Warlock de Jim Starlin

Logo de la historieta de superhéroes Linterna Verde.

- La casta de los Metabarones de Juan Gimenez y Jodorowsky
- Historia de Cyann de François Bourgeon y Claude Lacroix
- Dreadstar de Jim Starlin
- Le Fléau de dieux de Valérie Mangin
- Guardianes de la Galaxia de Arnold Drake y Gene Colan
- L'Incal de Moebius y Jodorowsky
- Kookaburra de  Crisse
- Lanfeust de Étoiles de Christophe Arleston y Didier Tarquin
- Linterna Verde
- Lone Sloane de Druillet
- Aldebaran (comics) de Leo
- Orbital de Serge Pellé y Sylvain Runberg
- Universal War One de Denis Bajram
- El Vagabundo de los Limbos de Christian Godard y Julio Ribera
- Valérian y Laureline de Pierre Christin y Jean-Claude Mézières
- Estela (historieta) de Jean-David Morvan y Philippe Buchet
- Sky-Doll de Alexandro Barbucci y Barbara Canepa

### Videojuegos

Super Mario Galaxy (2007) y Super Mario Galaxy 2 (2009) fueron pioneros en representar temas de la space opera en un universo fantasioso.

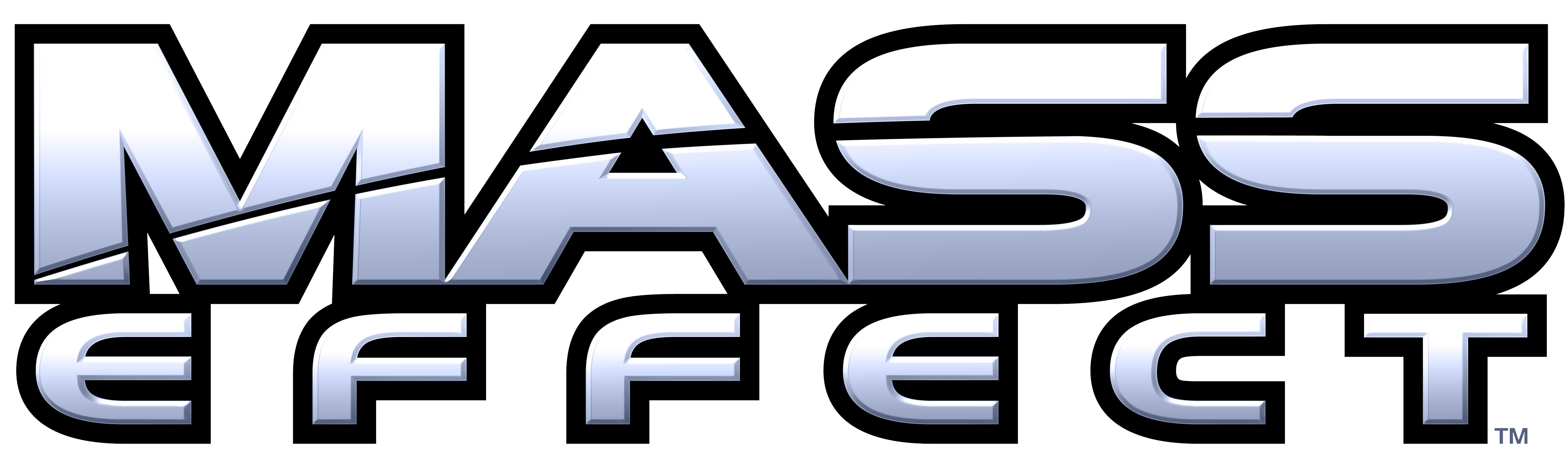
Mass Effect, una de la sagas de videojuegos de acción y space opera más reconocidas.

- Allods Online, un MMORPG de Gpotato
- Asteroids de Atari
- Battlestar Galactica de Auran
- Battlecruiser Millenium de DreamCatcher Interactive
- Black Prophecy, un MMO de Reaktor
- X: Más allá de la frontera, X²: The Threat, X³: Reunion, X³: Terran Conflict, X³: Albion Prelude, X Rebirth y X⁴: Foundations de Egosoft
- Call of Duty: Infinite Warfare de Infinity Ward
- Call of Duty: Future Warfare de Neversoft Entertainment
- Colony Wars de Psygnosis
- Conquest : Frontier Wars de Fever Pitch
- Dark Horizon de Quazar Studio
- Darkstar One de Ascaron Software
- Dead Space de Visceral Games
- Freespace de Volition
- Destiny de Bungie
- Elite, Elite Plus, Frontier: Elite II, Frontier: First Encounters y Elite: Dangerous de Frontier Developments
- Endless Space, un 4X d'Amplitude Studios
- EVE Online, un MMORPG de CCP
- Freelancer de Digital Anvil
- Galactic Civilizations de Stardock
- Galaxy Angel de Broccoli
- Gravitar de Atari
- Ground Control y Ground Control II: Operation Exodus de Sierra
- Halo de Bungie
- Haegemonia: Legions of Iron de Digital Reality
- Honkai: Star Rail de HoYoverse
- Homeworld de Relic Entertainment
- Imperium Galactica y también Imperium Galactica II de Digital Reality
- Independence War y Edge of Chaos: Independence War 2 de Particle Systems
- Infinity, un MMO de I-Novae
- Infinite Space, un RPG de Nude Maker y Platinum Games
- Laser Blast de Activision
- Mankind, un MMO de Vibes
- Mass Effect, Mass Effect 2 y Mass Effect 3 de BioWare
- Master of Orion de Simtex y Quicksilver Software
- Metroid de Nintendo
- Moon Patrol de Irem
- Nexus: The Jupiter Incident de Mithis Games
- OGame, un MMO de Gameforge
- Pirate Galaxy, un MMO de Gamigo
- Project Freedom de City Interactive
- Rogue Galaxy de Level-5
- Sins of a Solar Empire de Stardock Corporation
- Spaceforce: Captains y Spaceforce: Rogue Universe de Provox Multimedia Studio
- Space Invaders de Taito
- Star Ocean de tri-Ace
- Star Citizen de Cloud Imperium Games
- Star Wars: La serie de vieojuegos
- Star Fox de Nintendo
- Star Ruler de Blind Mind Studios
- Starcraft de Blizzard Entertainment
- Starlancer de Digital Anvil
- Stellaris de Paradox Interactive
- Tachyon: The Fringe de Novalogic
- Tarr Chronicles de Quazar Studio
- The Tomorrow War de Crioland
- Warframe de Digital Extremes
- Warhammer 40,000: Dawn of War de Relic Entertainment
- Wing Commander: Privateer de Origin Systems
- Privateer 2: The Darkening de Electronic Arts

### Serie de audio
- Clyde Vanilla de Antoine Daniel

### Música
- La Mort d'Orion de Gérard Manset
- Space Oddity de David Bowie

### Parodias
- Adoprixtoxis de Nico y Matt
- Les Aventuriers du Survivaure de Franck Guillois
- CosmoQueer y CosmoQueer Vs StarStraight de Kevin Saad
- Spaceballs de Mel Brooks
- Héroes fuera de órbita de Dean Parisot
- Guía del autoestopista galáctico (serie) de Douglas Adams
- Hyperdrive de Andy Riley y Kevin Cecil
- La légende de Xantah de Nico y Matt
- Red Dwarf de Rob Grant y Doug Naylor